# Argyrolepidia eusebia
Argyrolepidia eusebia är en fjärilsart som beskrevs av Stoll 1781/82. Argyrolepidia eusebia ingår i släktet Argyrolepidia och familjen nattflyn. Inga underarter finns listade i Catalogue of Life.